# Arriva Personenvervoer Nederland
Arriva Personenvervoer Nederland (kortweg: Arriva) is een Nederlandse vervoersmaatschappij, met haar hoofdvestiging in Heerenveen. Arriva is een dochteronderneming van de Britse vervoersorganisatie Arriva plc (Arriva Group), die zelf tussen 2010 en 2024 eigendom was van Deutsche Bahn en sindsdien van I Squared Capital.

## Algemeen
Arriva Nederland verzorgt stads- en streekvervoer per bus in verschillende regio's in het land en exploiteert een aantal regionale treinverbindingen. 
Samen met Koninklijke Doeksen voer het bedrijf tussen 1 januari 2010 en december 2021 de Waterbus in Zuid-Holland, onder de naam Aquabus.

## Geschiedenis
Tot begin jaren 90 waren de meeste openbaarvervoerbedrijven in Nederland in overheidshanden, doorgaans in de vorm van NV-constructies waarbij de aandelen indirect in bezit waren van de overheid, bijvoorbeeld via de NS als moedermaatschappij. De overheid wilde het openbaar vervoer in Nederland anders gaan structureren. Om te beginnen werd in 1989 een legio aan vervoerondernemingen die actief waren in het streekvervoer samengevoegd in één holding, het Verenigd Streekvervoer Nederland, later VSN-groep. In de jaren erna vonden verschillende fusies plaats tussen de "kleine" vervoerbedrijven.
De eerste ervaring met liberalisering van het openbaar vervoer in Nederland werd opgedaan in Zuid-Limburg. Eind 1994 kreeg het Amerikaanse Vancom een vierjarige vergunning, beginnend in mei 1995, voor een zestal buslijnen rondom Maastricht in het Heuvelland. Deze lijnen werden eerder gereden door staatsbedrijf VSL, later Hermes. Op 17 december 1997 kocht Vancom het Gemeentelijk Vervoerbedrijf Groningen. De gehele Nederlandse tak van Vancom werd enkele weken later overgedragen aan het Britse Arriva.
Arriva bracht het stadsvervoer in Groningen onder bij dochteronderneming N.V. Arriva Groningen. Juridisch gezien was dit een zelfstandige eenheid, wat onder meer tot uiting kwam in het feit dat de buschauffeurs onder een andere cao vielen. Het busvervoer in Zuid-Limburg werd op 26 april 2002 verkocht aan Limex (Limburg Express/Connex), een streekvervoerder die per 10 december 2006 is opgegaan in Veolia Transport Limburg.
De verantwoordelijkheid voor het openbaar vervoer per bus, tram en metro is per 1 januari 1998 gedecentraliseerd van het rijk naar zogenaamde vervoerautoriteiten, dit kunnen provincies of plusregio's zijn. Datzelfde jaar werd de VSN-groep opgesplitst in twee delen, VSN-1 en VSN-2. De reden voor die opdeling was de nieuw in te voeren Wet personenvervoer 2000, waarmee marktwerking definitief in het Nederlandse openbaar vervoer werd geïntroduceerd. De verantwoordelijke autoriteit verdeelt het grondgebied en/of de bestaande lijnen in zogenaamde concessies. Om de meest geschikte vervoerder te vinden, organiseert de concessieverlener een openbare aanbesteding. Vervoerbedrijven die meer dan 50% marktaandeel bezitten mogen zich niet meer inschrijven op een aanbesteding. In 1996 hadden de VSN-dochters een gezamenlijk marktaandeel van 98%.
De bedrijven die werden ingedeeld bij VSN-1 waren Midnet, Oostnet, ZWN en NZH. Deze vervoerbedrijven gingen op 10 mei 1999 verder onder de nieuwe naam Connexxion. Het bus- en treinvervoer in de Achterhoek, waar eerder Oostnet reed, ging over naar een andere nieuwe busmaatschappij, Syntus.
De overige bedrijven (BBA, Hanze Groep (waaronder GADO), Hermes en VEONN) werden ingedeeld in de VSN-2-groep en waren bestemd voor de verkoop. Op 30 september 1998 werden de Hanze Groep en VEONN verkocht aan Arriva. Arriva kreeg hierdoor een groot gedeelte van het openbaar vervoer in provincies Groningen, Drenthe en Friesland in handen en in delen van Overijssel en Flevoland (Noordoostpolder). Pas in mei 1999 was de naam ook daadwerkelijk op de bussen te zien.
In Friesland waren VSN (VEONN) en NS Reizigers net in onderhandeling over een samenwerkingsverband onder de naam NoordNed voor al het openbaar vervoer in Friesland. Dit betroffen de treindiensten op de Noordelijke Nevenlijnen en al het busvervoer in de provincie. De oprichting van NoordNed zou eigenlijk al op 24 mei 1998 plaatsvinden, maar wegens omstandigheden werd de start een jaar uitgesteld. In deze periode nam Arriva de VEONN over en werd deze een partner in NoordNed. Uiteindelijk ging NoordNed op 30 mei 1999 van start. In het zuidoosten van Friesland en op de Friese Waddeneilanden ging Arriva zelf rijden. De stadsdienst Leeuwarden werd in eerste instantie bij NoordNed ingedeeld, maar ging later toch verder onder Arriva. De treinen voor NoordNed werden geleased van de NS en de bussen van Arriva.

### Tijdlijn
Hieronder een tijdlijn van de rechtsvoorgangers van Arriva vanaf 1990 en opvolgers tot 2003. De meeste genoemde vervoerbedrijven zijn in de jaren ervoor ook ontstaan uit fusies. Zo ontstond de FRAM in 1971 uit de NOF en de NTM.
In de overgangsperiode naar Arriva waren de GADO en VEONN al wel door Arriva overgenomen, maar was de naam nog niet op de bussen te zien.
In december 2003 verkocht de NS zijn aandeel in NoordNed aan Arriva. Het bedrijf was nu overbodig geworden en werd uiteindelijk op 1 januari 2006 opgeheven. De bussen werden overgespoten in de huisstijl van Arriva.
Het busvervoer in Zuid-Limburg werd in 2002 verkocht aan Limex.
Inmiddels is het vervoergebied door de openbare aanbestedingen fors veranderd. Het rijgebied is grotendeels verplaatst van het noorden naar het midden en zuiden van het land.

## Busvervoer
Arriva-bussen zijn te vinden in de Achterhoek, in Rivierenland, in Twente, in Oost- en West-Brabant en in Limburg. Sinds 11 december 2016 rijden alle bussen in de provincie Noord-Brabant onder de merknaam Bravo (Brabant vervoert ons). Arriva verzorgde tot 15 december 2024 ook het busvervoer in heel Fryslân en in Zuid-Holland Noord.

### Noord-Nederland
De stadsdienst Leeuwarden werd na de invoering van de Wet personenvervoer 2000 als eerste openbaar aanbesteed. Op 27 juni 2001 werd bekend dat Arriva de concessie behield tot zeker 1 januari 2007. Bij de nieuwe aanbesteding schreef Arriva niet in omdat de concessie wegens diverse oorzaken onrendabel bleek te zijn voor het bedrijf. De stadsdienst ging over naar Connexxion. De concessie Zuidoost-Fryslân werd in 2002 aanbesteed en gewonnen door Arriva. Bij de nieuwe aanbesteding in 2008 schreef Arriva niet in. De concessie werd aan nieuwkomer Qbuzz gegund.
Het busvervoer op Vlieland, Terschelling, Ameland en Schiermonnikoog werd in 2002 in losse concessies aanbesteed. Arriva verloor hier alleen het busvervoer op Vlieland aan TCR Vlieland. In 2008 won de combinatie Arriva/TCR (joint venture) de concessies Vlieland en Terschelling. Arriva bleef op Terschelling rijden en TCR Vlieland op Vlieland. Ook het vervoer op de andere Friese Waddeneilanden wist Arriva te behouden. Op Ameland reed Arriva sinds maart 2010 met 4 ex-Groninger (P+R citybus) MAN Lion's City aardgasbussen. Deze bussen zijn inmiddels overgegaan naar de stadsdienst van Leeuwarden.
De lijnen in Zuidwest-Drenthe (Meppel/Hoogeveen e.o.) werden per september 2002 overgenomen door MTI. Deze concessie werd door het faillissement van MTI per 1 mei 2004 aan BBA overgedragen. Op 11 mei 2004 zou deze concessie weer overgedragen worden aan Arriva, omdat deze vervoerder voor de concessie wilde betalen. Op 18 mei 2004 werd echter bekend dat BBA de concessiehouder bleef. Een jaar later werd dit concessiegebied samen de stadsdienst Zwolle en de VEONN/Arriva regio Noordoost-Overijssel aanbesteed. Deze concessie met de ingangsdatum 4 september 2005 werd gewonnen door Connexxion. Op diezelfde datum werd ook IJsselmond (Overijssels deel/Noordoostpolder) overgenomen door Connexxion.
Daarnaast werden in 2004 de buslijnen in Zuidoost-Drenthe (gemeenten Emmen, Coevorden en Borger-Odoorn) overgenomen door Connexxion.
In 2004 werd de Concessie Groningen-Drenthe (Groningen stad + provincie & Noord- en Midden-Drenthe) opnieuw aan Arriva gegund. Bij de nieuwe aanbesteding in 2009 werd de concessie samengevoegd met de kleinere concessies Zuidoost-Drenthe en Zuidwest-Drenthe. Op de concessie schreef behalve Arriva, ook Connexxion en Qbuzz in. Uiteindelijk bleek Qbuzz de beste prijs-/kwaliteitsverhouding te bieden.
Het voormalige NoordNed gebied exclusief trein (Noord- en Zuidwest-Fryslân) werd pas in 2006 voor het eerst aanbesteed en verloren aan Connexxion.
Met het verlies van deze concessies verdween Arriva een aantal jaar grotendeels uit het noorden van Nederland.
Op 20 maart 2012 werd bekendgemaakt dat Arriva de concessie Noord- en Zuidwest-Fryslân en Schiermonnikoog had gewonnen. De concessie ging in op 9 december 2012 en had een looptijd van acht jaar met de mogelijkheid van twee jaar verlenging. De concessie omvatte niet alleen het streekbusvervoer ten westen van de spoorlijn Leeuwarden–Zwolle en ten noorden van de spoorlijn Leeuwarden–Groningen, maar ook de stadsdienst Leeuwarden en de Qliners tussen Leeuwarden en Alkmaar en tussen Groningen en Emmeloord. Het busvervoer op Schiermonnikoog werd al door Arriva geëxploiteerd, net zoals de Qliner tussen Groningen en Lelystad. Met de winst van deze concessie ging Arriva met 174 nieuwe bussen rijden. Deze zijn sinds maart 2013 allemaal in dienst. Op de stadsdienst Leeuwarden rijden alle 20 bussen op aardgas.
De provincie Friesland en de vervoerder experimenteren tijdens de verlenging ook met verduurzaming. Zo zijn er in de zomer van 2018 zes elektrische bussen bijgekomen.

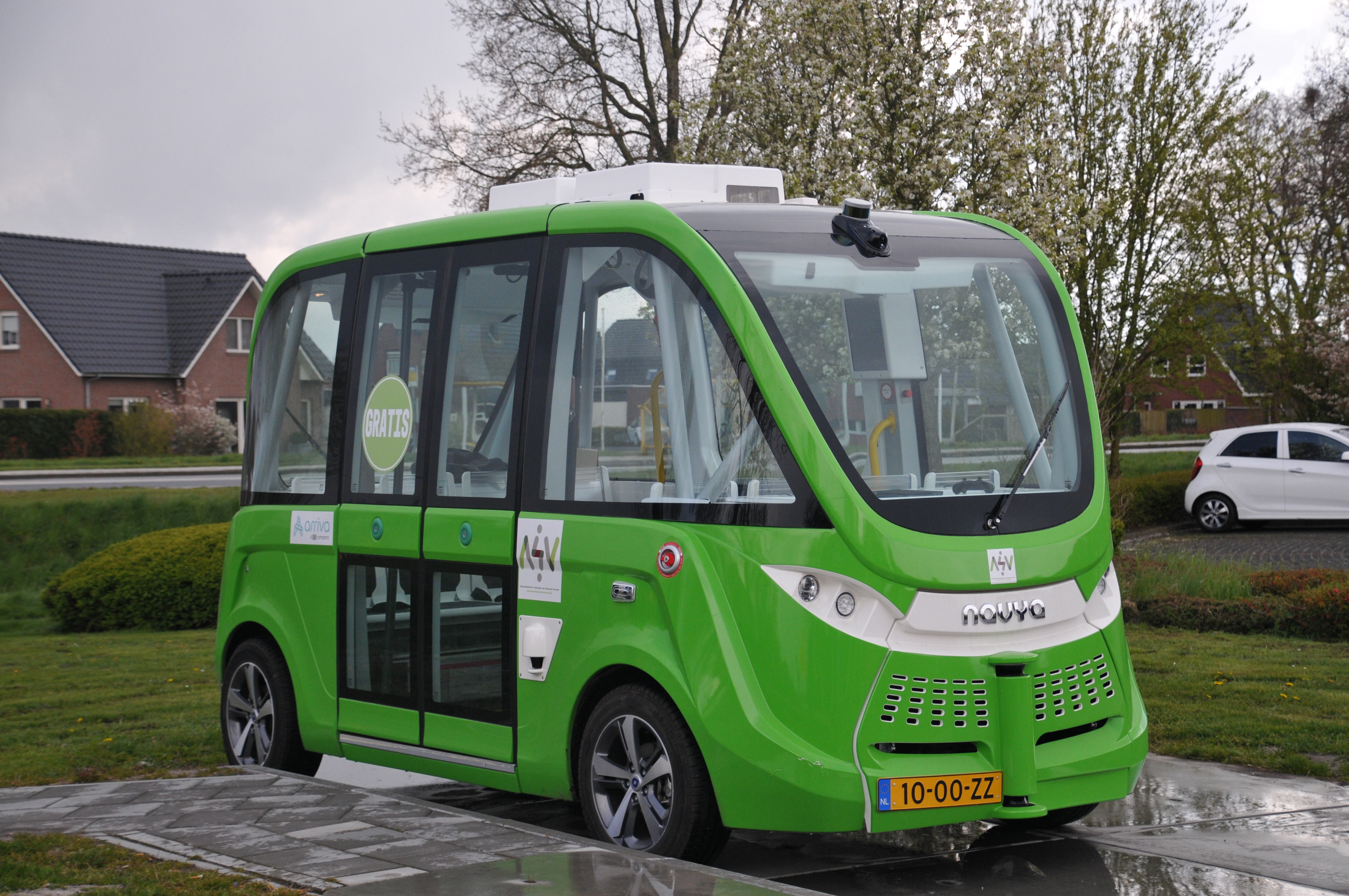
De shuttlebus Arma, hier op het terrein van het Ommelander Ziekenhuis Groningen.

Wie naar het Ommelander Ziekenhuis Groningen in Scheemda ging, kon tussen augustus 2018 en december 2019 gebruikmaken van het zelfrijdende busje van het merk Navya Arma tussen de hoofdingang en de dichtstbijzijnde bushalte Molenstraat. Aan deze proef nam onder andere Arriva als vervoerder deel.
In 2024 verloor Arriva de aanbesteding voor de nieuwe concessie Fryslân. Qbuzz nam het stokje over.

### Midden- en Zuid-Nederland
Arriva verdween door het eerdere verlies van bijna al het Noordelijke busvervoer niet uit Nederland, want het bedrijf veroverde de afgelopen jaren terrein op het voormalige VSN-1 gebied.
Om te beginnen won Arriva op 20 maart 2002 de concessie Rivierenland ten koste van Hermes. Bij de latere aanbesteding werd de concessie samengevoegd met het vervoer in de Achterhoek. Op 22 december 2009 werd bekend dat Arriva de concessie had gewonnen. Deze gecombineerde concessie bevat tevens de spoorlijnen Apeldoorn-Zutphen en Tiel-Arnhem. De busconcessie is ingegaan op 12 december 2010, de treinconcessie gaat in per 10 december 2012 en loopt tot eind 2020 met de mogelijkheid voor 5 jaar verlenging. Het bus- en treinvervoer in de Achterhoek werd sinds mei 1999 uitgevoerd door Syntus en was daardoor een vertrouwd gezicht. Reizigers waren niet erg blij met de komst van Arriva.
Op 7 augustus 2002 werd nog een grote concessie gewonnen waar Arriva eerder niet reed, namelijk de Zuid-Hollandse concessie Drechtsteden-Alblasserwaard-Vijfheerenlanden (DAV-gebied). De overgang van Connexxion naar Arriva verliep niet vlekkeloos, Arriva moest een aantal maanden overbruggen met veelal stokoude bussen van her en der die vooral in de wintermaanden voor problemen zorgden. Bij de nieuwe aanbesteding in 2006 werd de concessie uitgebreid met het stadsvervoer in Dordrecht (voorheen verzorgd door Stadsvervoer Dordrecht) en de treindienst van NS op de MerwedeLingelijn tussen Dordrecht en Geldermalsen. De concessie werd gewonnen door Arriva en liep van 1 januari 2007 t/m 9 december 2018.
Per 11 december 2005 nam Arriva de concessie Waterland over van Connexxion. In dit gebied werden ook bussen van de TCR ingezet. Deze bussen waren wel in de huisstijl van Arriva gespoten. De concessie ging na afloop op 11 december 2011 over naar een nieuwe vervoerder in Nederland, EBS Public Transportation BV.
Het leek erop dat Arriva vanaf 1 januari 2006 ook in delen van Noord-Brabant mocht gaan rijden, maar de aanbesteding moest van de rechter overgedaan worden vanwege fouten tijdens het verlenen van de concessies. Op 28 juni 2006 werd bekendgemaakt dat deze concessies naar Connexxion en Hermes zouden gaan. In oktober 2006 maakte Connexxion bekend deze concessie wegens een fout in de offerte toch niet uit te willen gaan voeren. De provincie Noord-Brabant ging hier niet direct mee akkoord, omdat de fout bij Connexxion zou liggen. Uiteindelijk werd besloten de concessie te verlenen aan de na Connexxion laagste bieders, de concessie Oost-Brabant en de concessie Meierij ging over naar Arriva en lopen beide eind 2014 af. De overige concessies bleven in handen van de zittende vervoerder, BBA, die doorging onder de naam Veolia Transport. Arriva bestelde voor deze concessies 44 nieuwe Berkhof Ambassador voor de streekdiensten, 34 nieuwe Mercedes-Benz Citaro-bussen voor de stadsdienst in 's-Hertogenbosch en 6 nieuwe Berkhof Procity-bussen voor de stadsdiens tvan Oss. Totdat deze bussen ingestroomd waren, zette Arriva ouder materieel in, dat in het noorden was vrijgekomen en oude bussen ingekocht bij andere vervoerders. In februari 2007 werden bij een keuring 21 van 22 gekeurde bussen van Arriva in Noord-Brabant afgekeurd. Arriva liet hierop alle bussen herkeuren en zette tijdelijk gehuurd materieel in van onder andere BBA, Hermes en Novio. Op 16 juli 2007 stroomden de eerste nieuwe bussen in om de oude tijdelijke bussen te vervangen. Eind september waren alle nieuwe Ambassador-bussen ingestroomd en stroomden tevens de eerste Citaro-bussen in.
De provincie Zuid-Holland heeft op 10 juli 2007 de concessie Hoeksche Waard/Goeree-Overflakkee gegund aan Arriva ten koste van Connexxion. De concessie start op 1 januari 2008 en duurde tot en met 12 december 2015. Arriva bestelde 84 nieuwe VDL Berkhof Ambassador en een onbekend aantal nieuwe Mercedes-Benz Citaro-bussen. Ook plaatste Arriva een order van tien nieuwe VDL Procity-bussen bij VDL, deze werd intussen geannuleerd om door een ander type bus te worden vervangen, namelijk de Mercedes Sprinter. Dit materieel (inclusief Mercedes-Benz Citaro Geleed) worden niet door Arriva personeel gereden, maar door TCR (Taxi Centrale Renesse). Voornamelijk de schoollijnen en lijn 161 van Oud-Beijerland – Heinenoord – Zuid-Beijerland worden door TCR gereden. Deze bussen waren wel in de huisstijl van Arriva gespoten.

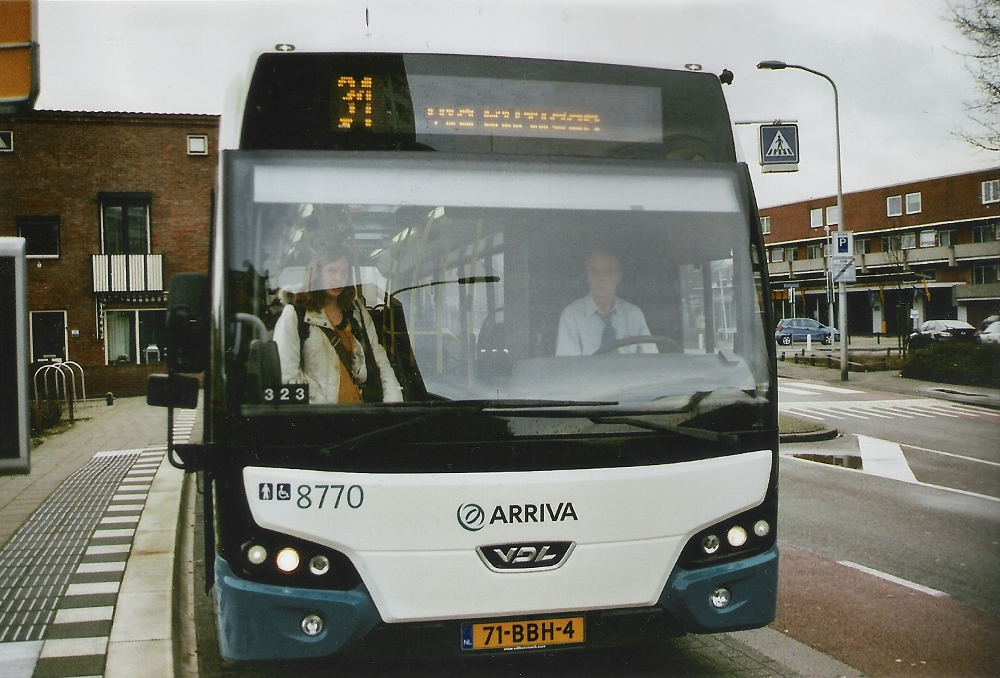
Een VDL Citea van Arriva aan de Tramstraat in Katwijk; dit type bus is sinds december 2012 veelvuldig in dienst bij Arriva

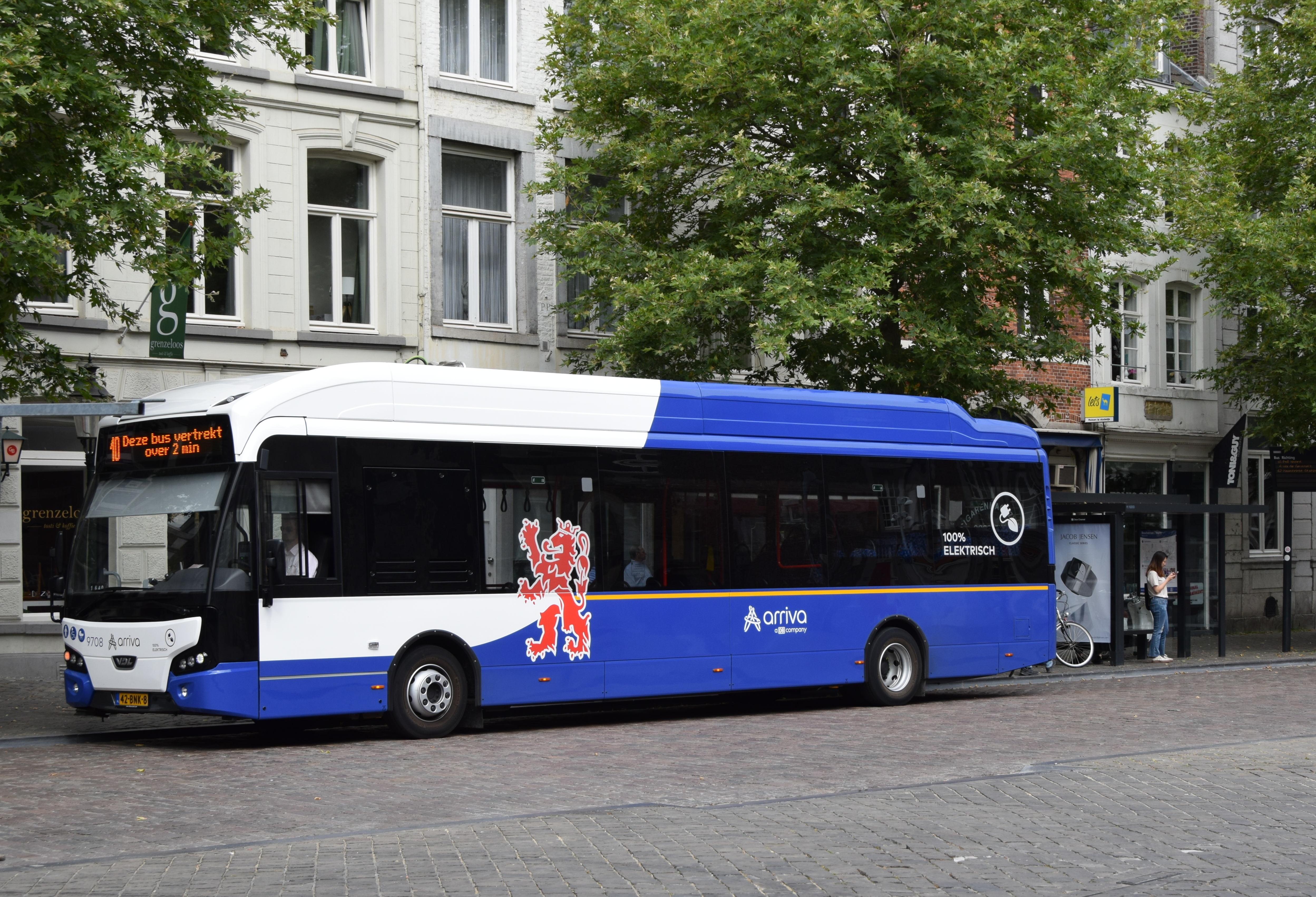
Arriva stadsbus in Maastricht (2019)

Op 27 mei 2009 leverde Arriva bij de Stadsregio Rotterdam een offerte in voor de concessie Voorne-Putten & Rozenburg. Drie weken later werd deze concessie aan Connexxion gegund.
In 2011 won Arriva Wadden BV, een dochteronderneming van Arriva, de aanbesteding van de Stadsdienst Lelystad ten koste van Connexxion. Arriva introduceerde een nieuwe lijnennet. De lijnletters werden vervangen door lijnnummers. Het eerste jaar reed Arriva met oude Wright Commander-bussen afkomstig van de stadsdienst Dordrecht, een jaar later stroomden nieuwe bussen in (Irisbus Crossway). Deze concessie loopt tot eind 2021.
In 2012 won Arriva de concessie Zuid-Holland Noord van Connexxion. De concessie is op 9 december 2012 ingegaan en liep over een periode van 8 jaar met een optie van 2 jaar verlenging. In deze regio reed Arriva met 204 nieuwe en 24 van Connexxion overgenomen bussen. In december 2024 is deze concessie door Qbuzz overgenomen.
Op 23 oktober 2013 werd bekend dat Arriva zich had ingeschreven in de concessies Oost-Brabant, een samenvoeging van de huidige concessies Oost-Brabant, Midden-Brabant en de Meierij en in de concessie West-Brabant, een samenvoeging van de huidige concessies Brabantliner en West-Brabant. 17 december 2013 werd bekend dat Arriva de concessie Oost-Brabant had gewonnen. Hiermee blijft Arriva rijden in de huidige concessie en neemt tegelijkertijd een deel van Noord-Brabant over van Veolia Transport. Voor de nieuwe concessie gaat Arriva gebruikmaken van 200 bussen, waarvan 80 bussen zal bestaan uit de huidige vloot in de concessie Oost-Brabant. De 120 nieuwe bussen zullen worden voorzien van airco, wifi en Euro 6 motoren. Daarnaast zal er één zero-emissie bus worden aangeschaft.
In samenwerking met de provincie Gelderland en OVnetwerk start Arriva in de regio Achterhoek een primeur in met een bus (fabrikant Hess) met aanhanger. De bus met aanhanger reed in de periode van 16 t/m 26 maart 2015 tussen Doetinchem en Groenlo op lijn 74. De bus met aanhanger heeft plek voor ongeveer 180 passagiers.
In december 2016 nam Arriva de exploitatie over van Veolia Transport Nederland van het Limburgse regionale treinvervoer en streekbusvervoer (inclusief het voormalige Stadsbus Maastricht). Sinds 2019 rijden in Limburg 95 elektrische bussen, waarvan er circa 55 overdag bijgeladen moeten worden. Daarvoor zijn op diverse plekken laadpalen geplaatst. Arriva heeft zich als doel gesteld tegen 2025-2026 in Limburg volledig elektrisch te rijden.
Op 10 december 2023 nam Arriva de exploitatie over van Syntus Twente van het busvervoer in Twente. In deze concessie rijdt het busvervoer onder de naam RRReis.

### Aggloliner / Qliner

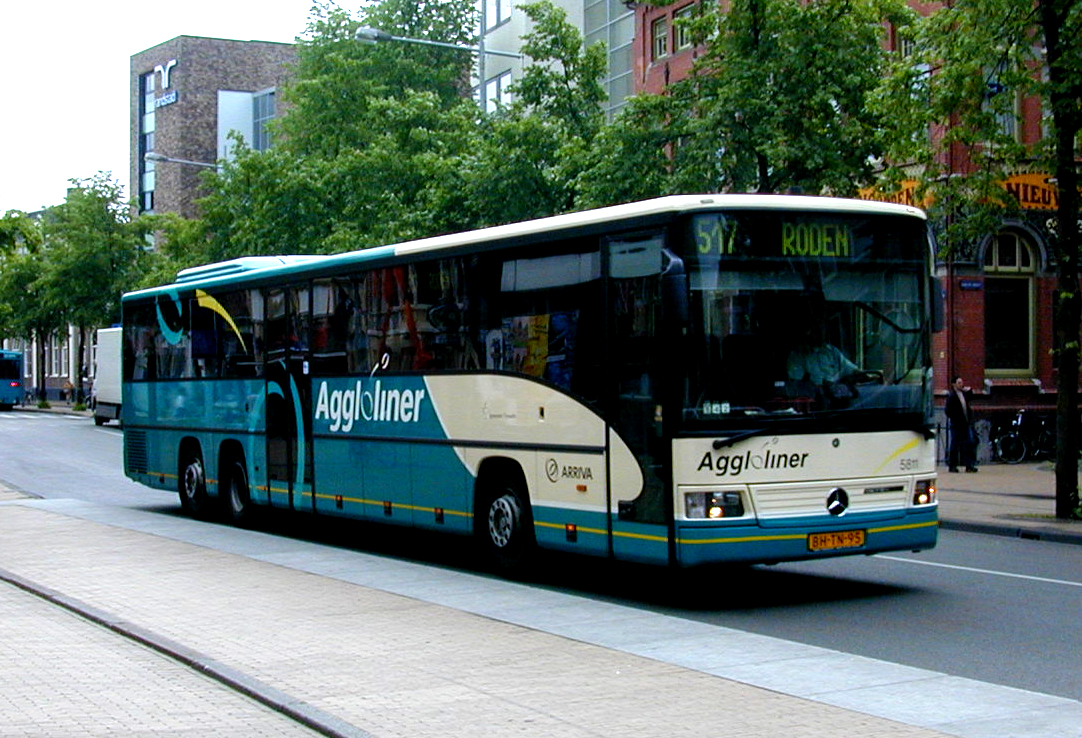
Aggloliner

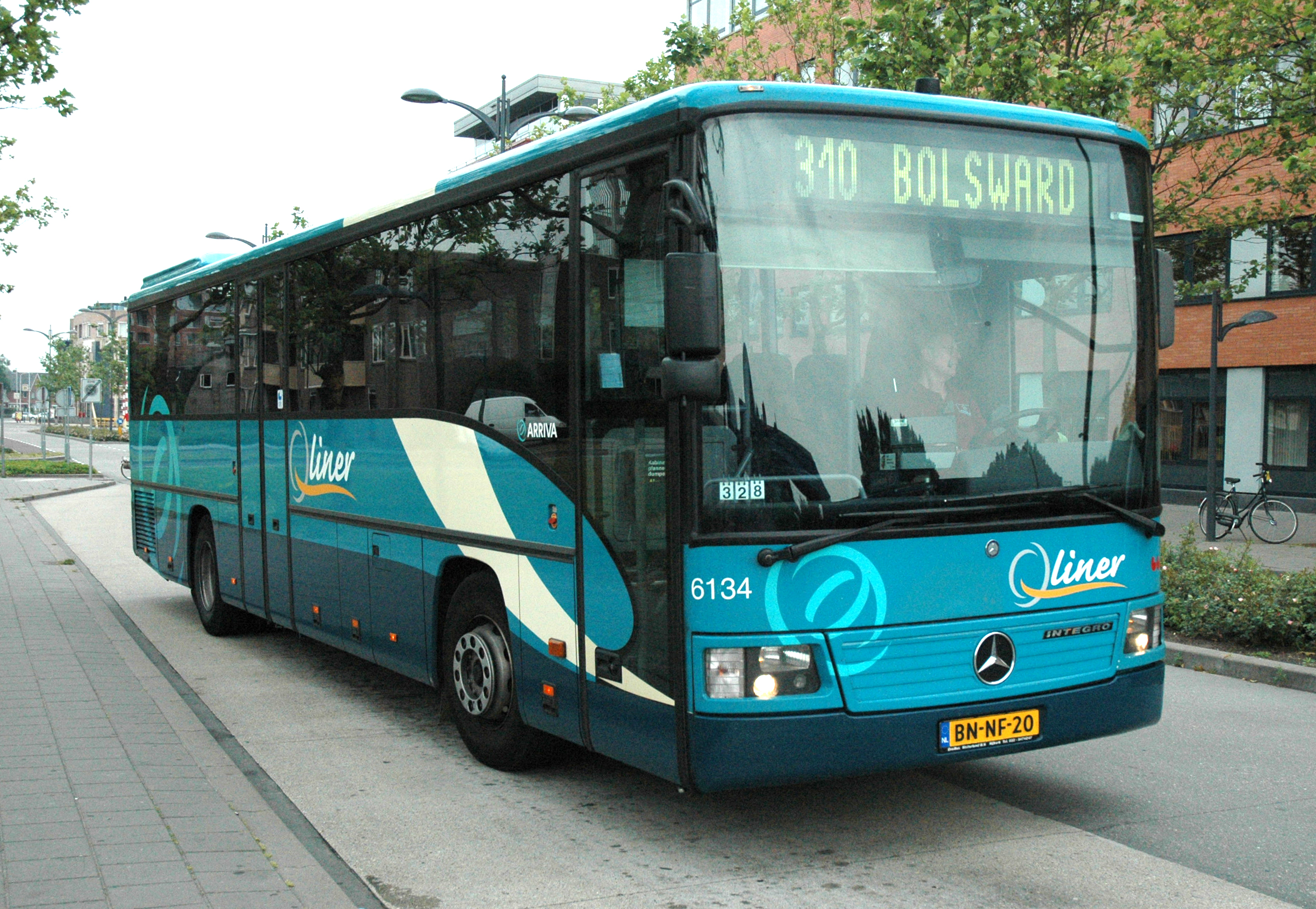
Qliner in de oude huisstijl

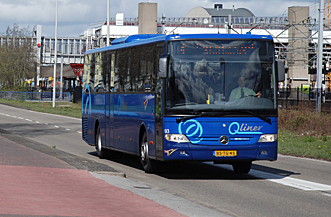
Qliner in de huidige huisstijl

De VSN-groep startte op 6 november 1994 de snelbusformule Interliner in samenwerking met de NS. Arriva bedacht in januari 2000 het alternatief Aggloliner voor de lijnen in een straal van ongeveer 20 kilometer rond de stad Groningen. De lijnen in Friesland en Drenthe (onder andere Leeuwarden – Alkmaar, Drachten – Groningen, Lelystad – Groningen, Groningen – Emmen) bleven vooralsnog onder de naam Interliner rijden. Nadat duidelijk was geworden dat de NS de samenwerking met de provincie op het gebied van de Interliner niet voort zou zetten, werd in 2002 het concept Qliner bedacht. Alle Interliners en ook de Aggloliners van Arriva in het noorden werden Qliners. Ook de snelbussen in Zuid-Holland die Arriva per 1 januari 2003 ging exploiteren werden Qliners.
In de eerste jaren was Arriva de enige vervoerder die de naam Qliner hanteerde. Later heeft Arriva de naam Qliner overgedragen aan de OV-autoriteiten, waar de naam ook door andere vervoerders gebruikt kan worden.
In eerste instantie hanteerde Arriva een groen/blauwe huisstijl voor de Qliner. Later kwam er een gezamenlijke donkerblauwe huisstijl om de herkenbaarheid te verhogen. Het logo van de vervoerders mag nog wel op de bussen geplakt worden.
Arriva exploiteerde tot 30 juni 2005 gezamenlijk met Connexxion de Interliner/Qliner-verbinding tussen Groningen, Heerenveen, Joure en Lelystad. Daarna ging lijn 315 in zijn geheel over naar Connexxion. Sinds 3 juli 2011 is de Qliner-verbinding weer in handen Arriva. De lijnconcessie liep tot 9 december 2012, waarna het gedeelte Groningen – Emmeloord geïntegreerd is geïntegreerd in de concessie Noord- en Zuidwest-Fryslân en Schiermonnikoog. Die concessie zal eveneens uitgevoerd worden door Arriva. De huidige lijnconcessie duurde slechts anderhalf jaar omdat met de komst van de Hanzelijn de volledige lijn overbodig werd. Het andere gedeelte (Lelystad–Emmeloord) wordt vanaf eind 2013 bij de concessie IJsselmond gevoegd. Tot eind 2013 zal Arriva ook het gedeelte Emmeloord–Lelystad blijven rijden onder een ander lijnnummer. Arriva reed in deze concessie tot 1 januari 2012 met ex-Connexxion-bussen uit de regio Amstelland-Meerlanden (Volvo 8700). Sinds januari 2012 rijdt Arriva alleen nog met Mercedes-Benz Integro-bussen en vanaf 9 december 2012 ook met nieuwe Mercedes-Benz Intouro en Volvo 8900-bussen. Sinds die datum exploiteert Arriva de Qliner tussen Alkmaar en Leeuwarden en de Qliners in Zuid-Holland Noord. Ook rijdt Arriva vanaf deze datum opnieuw de Qliners in Noord- en Zuidwest-Fryslân. Sinds 11 december 2016 heeft Arriva de Qliner verbindingen in Zuidoost-Fryslân van Qbuzz overgenomen. De Volvo 8900-bussen worden uitsluitend in Zuid-Holland Noord en in Fryslân ingezet.
Arriva Touring exploiteerde van 13 december 2009 tot en met 14 december 2019 een aantal snelle Qliners in Groningen en Drenthe voor de HOV-concessie Groningen-Drenthe. Dit zijn Qliners tussen Groningen – Emmen (lijn 305, opgeheven) en tussen Groningen en Drachten (lijnen 304 en 314). Tot 8 januari 2012 reed men ook de inmiddels opgeheven lijn 327 tussen Emmen en Hoogeveen.
In de concessie DAV reed Arriva tot en met 8 december 2018 ook een drietal Qliners, namelijk lijn 387 Gorinchem–Utrecht, 388 Jaarbeurs Utrecht–Dordrecht en lijn 389 Utrecht–Papendrecht (deze lijn is inmiddels opgeheven). Lijnen 387 en 388 worden sinds 9 december 2018 gereden door Qbuzz, die de lijnen hebben omgezet tot snelBuzz.
In de concessie Zuid-Holland Noord reed Arriva van 9 december 2012 en 14 december 2024 met Qliners naar onder andere Den Haag en Schiphol.

### Arriva Touring
Naast openbaar vervoer verhuurt "Arriva Touring" bussen voor bijvoorbeeld groepsreizen, pendeldiensten of treinvervangend vervoer. Deze afdeling is gevestigd in Groningen en beschikt over diverse touringcars en (ex)-lijndienstbussen. Arriva Touring heeft tussen december 2009 en december 2019 de OV-concessie voor een deel van de Qliners in Groningen en Drenthe in handen gehad.

### Intercity-busverbindingen

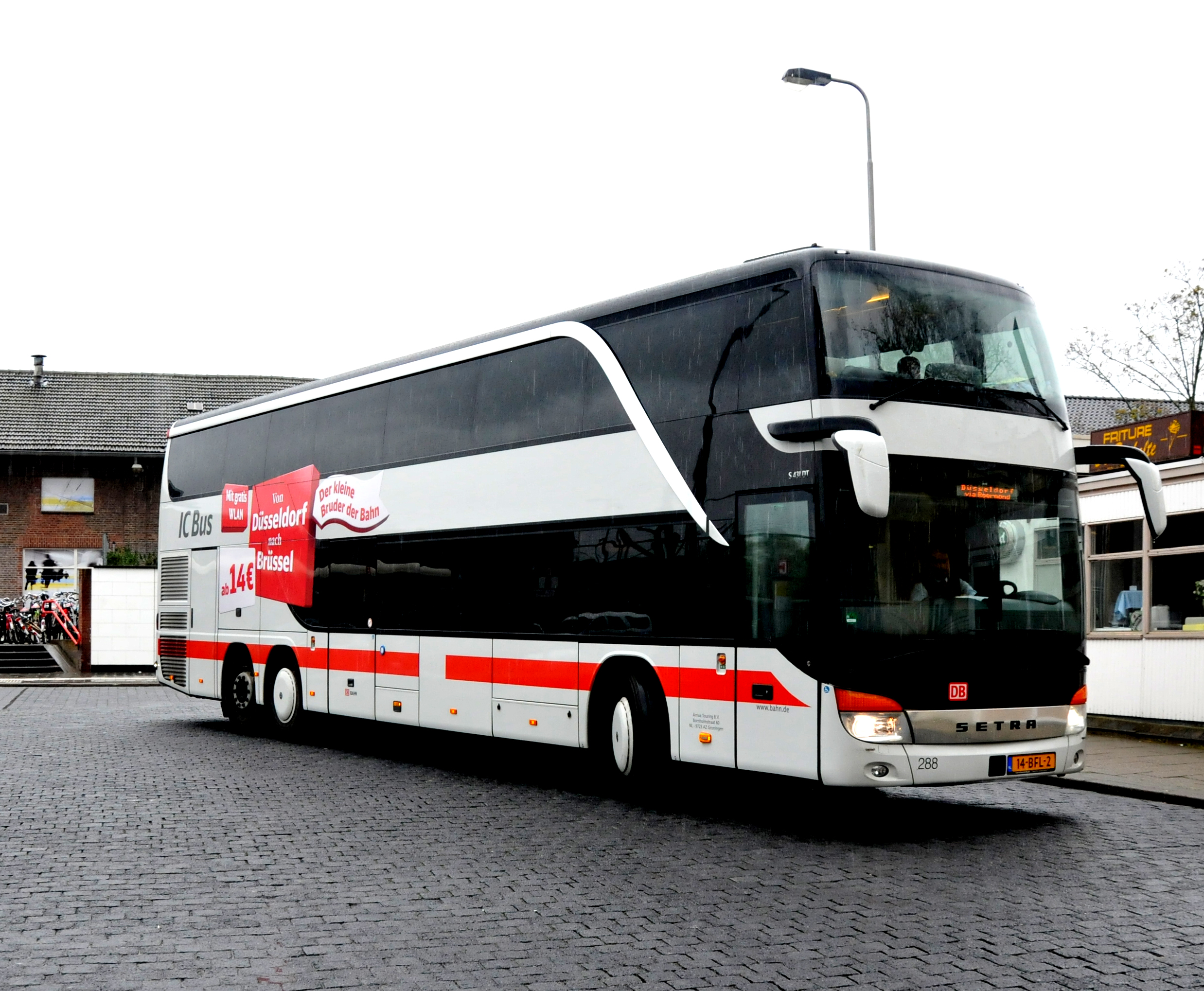
Een IC Bus in Roermond

Tussen 2014 en 2020 was er een IC Bus-verbinding tussen Düsseldorf, Eindhoven en Antwerpen. Deutsche Bahn (toen moederbedrijf van Arriva) reed in samenwerking met Arriva Touring, een aantal keren per dag tussen deze steden. 
Sinds maandag 22 september 2014 is er een IC Bus-verbinding tussen Düsseldorf, Roermond en Brussel. Deutsche Bahn rijdt, in samenwerking met Arriva Touring, een aantal keren per dag tussen deze steden.

## Treinvervoer

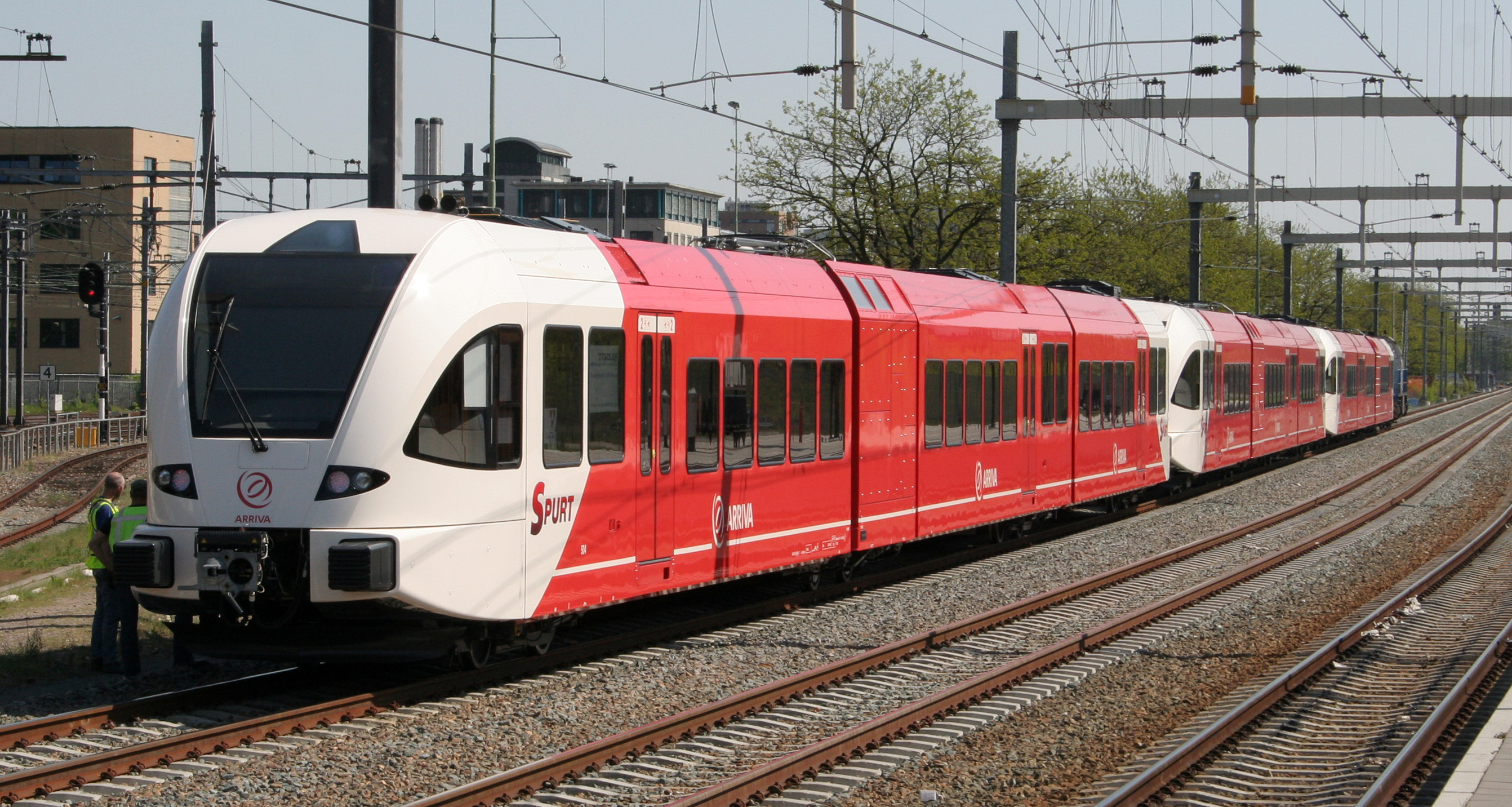
Spurt op de Merwede-Lingelijn

De treinen op de Noordelijke Nevenlijnen rijden sinds 11 december 2005 t/m 12 december 2020 onder de vlag van Arriva. Tussen 30 mei 1999 en 11 december 2005 reed dochteronderneming NoordNed deze treindiensten. In 2020 werd bekend dat Arriva nogmaals de concessie won op de Noordelijke Nevenlijnen tot december 2035.
Sinds december 2010 rijden in de avond en op zondag meer sneltreinen tussen Groningen en Leeuwarden. Op het traject tussen Groningen en Zuidhorn rijden in de ochtendspits drie extra treinen. Tussen Groningen en Roodeschool rijdt nu elk halfuur een trein. Sinds 1 mei 2011 is er een verbinding tussen Groningen en Veendam.
Op 18 juli 2012 maakte de Gedeputeerde Staten van de provincie Groningen bekend dat reizigers na de zomer niet geconfronteerd worden met overvolle treinen in de regio. In 2011 liep de situatie in Groningen zo uit de hand dat machinisten reizigers op perrons moesten laten staan. De provincie rekent erop dat het vervoerbedrijf indien nodig extra treinen inzet. Met het bedrijf is afgesproken dat het direct bussen kan inzetten als dat nodig is.
Van 10 december 2006 t/m 8 december 2018 verzorgde Arriva het treinvervoer op de MerwedeLingelijn. Deze spoorverbinding in Zuid-Holland loopt door tot in Gelderland en behoorde bij de busconcessie DAV. Qbuzz nam per 9 december 2018 deze treinverbinding over onder de merknaam R-net.
Sinds 9 december 2012 rijdt Arriva meer treinen tussen Groningen en Leer (wat sindsdien Wiederline heet). Van maandag tot en met zaterdag wordt dit traject eenmaal per uur bediend. Op zondag wordt dit traject eenmaal per twee uur bediend. Dit geldt ook voor Bad Nieuweschans.
Arriva nam per 9 december 2012 het reizigersvervoer op de spoorlijn Zwolle–Emmen van de Nederlandse Spoorwegen over. Op dezelfde datum werden de lijnen Tiel–Arnhem, Arnhem–Winterswijk en Winterswijk–Zutphen overgenomen van Syntus en de lijn Zutphen–Apeldoorn van RegioNS. Al deze verbindingen (op Zwolle–Emmen na) vallen onder de concessie Achterhoek-Rivierenland. Aanvankelijk zou deze concessie tot december 2020 duren, maar de provincie Gelderland verlengde deze concessie met vijf jaar. De verbinding Zwolle–Emmen wordt gereden onder de naam Vechtdallijnen.
Op 8 december 2013 nam Arriva de spoorlijn Almelo–Mariënberg en later door naar Hardenberg over van Syntus Twente, inclusief het materieel (twee Lint-treinstellen afkomstig van Syntus, in 2018 kwam hier nog een derde treinstel bij). Op deze lijn rijdt Arriva net als op de verbinding Zwolle–Emmen met de naam Vechtdallijnen.
Op 20 juni 2013 werd in een persbericht gemeld dat The Hague Trains Holding B.V. en Vervoerbedrijf Arriva de aanbestedingsprocedure van de gemeente Den Haag en Brussels Airport voor een permanente verbinding onder de naam Lage Landenlijn hadden gewonnen. Deze trein moest vanaf december 2015 Den Haag met Brussel-Zuid verbinden.
Arriva heeft geen wet- en regelgeving overtreden bij de opleiding van machinisten. Dat meldt staatssecretaris Dijksma van Infrastructuur en Milieu in de beantwoording van Kamervragen die waren gesteld door de PvdA. “Voor machinisten die ingehuurd worden gelden dezelfde eisen als voor machinisten die in dienst zijn bij een vervoerder en er zijn geen signalen bekend dat ingehuurde machinisten relatief meer STS-passages zouden veroorzaken dan machinisten die in dienst zijn van een vervoerder”, schrijft Dijksma op 27 oktober 2016 in de beantwoording van de Kamervragen.
Sinds begin 2018 zijn er diverse stakingen geweest.
Vanaf december 2022 onderhoudt Arriva een wekelijkse nachtdienst tussen Maastricht en Schiphol Airport en vanaf januari 2023 tussen Groningen en Schiphol Airport. Deze treinen rijden beide in de nacht van vrijdag op zaterdag, Vanuit Maastricht wordt er met Flirt treinstellen gereden, vanuit Groningen met GTW treinstellen van de Vechtdallijnen. Naast deze twee treinverbindingen kreeg Arriva ook toestemming voor het doortrekken van de stoptrein Zutphen–Apeldoorn naar Amersfoort, deze trein zou doordeweeks 1 keer per uur in de daluren gaan rijden, echter is deze treinverbinding nooit tot stand gekomen.
Vanaf zondag 10 december 2023 nam Arriva de treindienst op het traject Zutphen–Oldenzaal over van Keolis; Arriva rijdt hier met zeven Lint-treinstellen die afkomstig zijn van de Maaslijn, daarnaast ook met twee GTW's afkomstig van de Noordelijke Nevenlijnen. Arriva rijdt hier (net als Keolis) onder de merknaam Blauwnet.

### Treindiensten in concessie
De letters RE staat voor Regionale Express, waar een sneltrein mee bedoeld wordt. RS betekent Regionale Sprinter, oftewel stoptrein.
In het dienstregelingjaar 2025 heeft Arriva de volgende treinseries per concessie:

#### ConcessieNoordelijke Nevenlijnenin Groningen en Friesland
| Serie            | Treinsoort         | Route                                                      | Bijzonderheden |
| ---------------- | ------------------ | ---------------------------------------------------------- | --- |
| 37300 RE 1       | Sneltrein (Arriva) | Leeuwarden – Groningen                                     | Stopt 2x/uur in Feanwâlden en alternerend in Buitenpost en Zuidhorn. |
| 37400 RS 1       | Stoptrein (Arriva) | Leeuwarden – Groningen                                     | 's Avonds rijden van maandag t/m zaterdag enkele extra treinen tussen Zuidhorn en Groningen. |
| 37200 RS 2       | Stoptrein (Arriva) | Leeuwarden – Harlingen Haven                               | |
| 38000 RE 3       | Sneltrein (Arriva) | Leeuwarden – Sneek                                         | Spitstrein. |
| 37000 RS 3       | Stoptrein (Arriva) | Leeuwarden – Sneek                                         | Rijdt niet in de spitsuren, dan rijdt RE3 (treinserie 38000). Rijdt ook niet 's avonds na 20:00. Op zondag rijden slechts twee vroege ritten naar Sneek en één late rit naar Leeuwarden.                      |
| 37100 RS 3       | Stoptrein (Arriva) | Leeuwarden – Sneek – Stavoren                              | |
| 37600 RS 4       | Stoptrein (Arriva) | Groningen – Roodeschool – Eemshaven                        | Vier à vijf treinen per dag van/naar Eemshaven |
| 37700 RS 5       | Stoptrein (Arriva) | Groningen – Delfzijl                                       | |
| 37900 RE 6       | Sneltrein (Arriva) | Groningen – Winschoten                                     | Rijdt enkel in de spitsuren. |
| 37500 RS 6       | Stoptrein (Arriva) | Groningen – Zuidbroek – Winschoten – Bad Nieuweschans      | Enkele ritten starten/eindigen in Bad Nieuweschans. |
| 20100 RS 6 RB 57 | Stoptrein (Arriva) | Groningen – Zuidbroek – Bad Nieuweschans – Weener – ‒ Leer | Ook wel Wiederline genoemd. Vanwege brugschade geen treinverkeer mogelijk tussen Weener en Leer. Op dit traject rijdt lijnbus 620 van Weser-Ems Bus. Er rijden ook Arrivabussen tussen Groningen en Leer v.v. |
| 37800 RS 7       | Stoptrein (Arriva) | Groningen – Zuidbroek – Veendam                            | |

#### ConcessieVechtdallijnenin Overijssel en Drenthe
| Serie       | Treinsoort         | Route                            | Bijzonderheden                                                                         |
| ----------- | ------------------ | -------------------------------- | -------------------------------------------------------------------------------------- |
| 3800 RE 20  | Sneltrein (Arriva) | Zwolle – Mariënberg – Emmen      | Onderdeel van Blauwnet. 1x per uur.                                                    |
| 8000 RS 20  | Stoptrein (Arriva) | Zwolle – Mariënberg – Emmen      | Onderdeel van Blauwnet. 1x per uur.                                                    |
| 13800 RE 20 | Sneltrein (Arriva) | Zwolle – Coevorden – Emmen       | Onderdeel van Blauwnet. Rijdt alleen tijdens de spits.                                 |
| 31000 RS 21 | Stoptrein (Arriva) | Almelo – Mariënberg – Hardenberg | Onderdeel van Blauwnet. 1x per uur, 2x per uur in de brede spits en op zaterdagmiddag. |

Voor wat betreft het gebruik van de OV-chipkaart gaat het er om dat dit een onderdeel van Blauwnet is. De vervoerder is Arriva. Beide namen staan op de treinstellen vermeld.

#### ConcessieAchterhoek Rivierenlandin Gelderland
| Serie       | Treinsoort         | Route                                                | Bijzonderheden |
| ----------- | ------------------ | ---------------------------------------------------- | --- |
| 17800 RS 30 | Stoptrein (Arriva) | Zutphen – Apeldoorn                                  | |
| 30400 RE 30 | Sneltrein (Arriva) | Apeldoorn – Zutphen – Winterswijk                    | Rijdt 's avonds van Zutphen naar Apeldoorn en van Apeldoorn naar Winterswijk. Rijdt in het weekend de gehele dag tussen Winterswijk en Apeldoorn. Stopt tussen Zutphen en Winterswijk op alle tussengelegen stations. |
| 30800 RS 31 | Stoptrein (Arriva) | Winterswijk – Zutphen                                | enkele treinen rijden van/naar Apeldoorn |
| 30900 RS 32 | Stoptrein (Arriva) | Arnhem Centraal – Doetinchem – Terborg – Winterswijk | Rijdt op zondag ochtend slechts 1x per uur richting Winterswijk. Vormt dan tussen Arnhem en Terborg een 30 minuten dienst met 36900. Op zondag ochtend begint de rit richting Arnhem 1x per uur in Winterswijk en 1x per uur in Terborg. Verzorgt samen met Hermes (die onder de naam brengdirect rijdt) doordeweeks tot 20:00 uur een kwartierdienst tussen Arnhem en Doetinchem. |
| 36900 RS 32 | Stoptrein (Arriva) | Arnhem Centraal – Doetinchem – Terborg               | Rijdt op zondagochtend 1 keer per uur richting Terborg. Vormt dan tussen Arnhem en Terborg een 30 minuten dienst met 30900. Rijdt niet op maandag tot en met zaterdag. Rijdt niet richting Arnhem. |
| 31100 RS 33 | Stoptrein (Arriva) | Arnhem Centraal – Elst – Tiel                        | Stopt niet te Arnhem Zuid. |

#### Concessie Twente in Overijssel
| Serie       | Treinsoort         | Route                         | Bijzonderheden          |
| ----------- | ------------------ | ----------------------------- | ----------------------- |
| 31200 RS 24 | Stoptrein (Arriva) | Zutphen – Hengelo – Oldenzaal | Onderdeel van Blauwnet. |

Voor wat betreft het gebruik van de OV-chipkaart gaat het er om dat dit een onderdeel van Blauwnet is. De vervoerder is Arriva.

#### ConcessieLimburg
| Serie            | Treinsoort                                             | Route                                                                                                | Bijzonderheden |
| ---------------- | ------------------------------------------------------ | --- | --- |
| 32200 RS 11      | Stoptrein (Arriva)                                     | Nijmegen – Venray – Venlo – Roermond                                                                 | |
| 32300 RS 11      | Stoptrein (Arriva)                                     | Nijmegen – Venray – Venlo                                                                            | Rijdt niet 's avonds en in het weekend. De laatste drie ritten vanaf Nijmegen gaan tot Venlo.                                         |
| 32400 RS 12      | Stoptrein (Arriva)                                     | Maastricht Randwyck – Maastricht – Sittard – Roermond                                                | |
| 32500 RS 15      | Stoptrein (Arriva)                                     | Sittard – Heerlen                                                                                    | |
| 18900 RE 18 S 43 | Sneltrein / Regional-Express / S-trein (Arriva / NMBS) | (Luik-Guillemins – ) Maastricht – Heerlen – Landgraaf – Herzogenrath – Aachen Hbf                    | Drielandentrein (LIMAX). Tussen Luik-Guillemins en Maastricht wordt 1x/uur gereden. Tussen Maastricht en Aachen wordt 2x/uur gereden. |
| 32000 RS 18      | Stoptrein (Arriva)                                     | Maastricht Randwyck – Maastricht – Heerlen – Landgraaf – Eygelshoven – Chevremont – Kerkrade Centrum | |

### Treindiensten in open toegang
Arriva rijdt volgende treinen in open toegang:

#### Nachttreinen Arriva
| Serie            | Treinsoort          | Route | Bijzonderheden                                                            |
| ---------------- | ------------------- | --- | ------------------------------------------------------------------------- |
| Nachttrein 32710 | Nachttrein (Arriva) | Maastricht – Sittard – Roermond – Weert – Eindhoven Centraal – 's-Hertogenbosch – Utrecht Centraal – Amsterdam Bijlmer ArenA – Amsterdam Centraal – Schiphol Airport | Rijdt alleen in de nacht van vrijdag op zaterdag.                         |
| Nachttrein 32740 | Nachttrein (Arriva) | Zwolle – Lelystad Centrum – Almere Centrum – Amsterdam Centraal – Schiphol Airport                                                                                   | Rijdt alleen in de nachten van vrijdag op zaterdag en zaterdag op zondag. |
| Nachttrein 32780 | Nachttrein (Arriva) | Groningen – Assen – Zwolle – Lelystad Centrum – Almere Centrum – Amsterdam Centraal – Schiphol Airport                                                               | Rijdt alleen in de nacht van vrijdag op zaterdag.                         |

#### Zwolle - Groningen (RE 8)
In december 2022 meldde Arriva bij de Autoriteit Consument & Markt vanaf 2025 tussen Zwolle en Groningen dagelijks stoptreinen om het half uur te willen rijden in open toegang, en daarbovenop op werkdagen in de spits 10 sneltreinen (RE 8). Omdat Arriva de opentoegangtreinen aangevraagd had voordat de concessie aan NS was verleend, voerde de ACM geen economisch evenwichtstoets (EET) uit.
ProRail heeft de aanvraag voor de stoptreinen en een deel van de sneltreinen afgewezen, omdat ze niet zouden passen tussen de NS-treinen die daar in een concessie rijden, en wegens baanvakstabiliteit. Daartegen heeft Arriva bij ACM bezwaar ingediend.
Arriva plant vanaf januari 2025 per werkdag minstens vier sneltreinen in de spits in open toegang te rijden tussen Zwolle en Groningen, met stops in Meppel, Hoogeveen, Assen en Groningen Europapark. Daarmee zou er voor het eerst in Nederland rechtstreekse concurrentie zijn op hetzelfde traject, waarbij de treinreiziger kan kiezen tussen twee verschillende vervoerders, in dit geval Arriva en NS.

## Materieel
Voor de concessies maakt Arriva gebruik van ruim 1500 bussen en 150 treinstellen. Het meeste onderhoud en beheer hiervan heeft Arriva in eigen handen.
In de beginperiode van Arriva werd er vooral rondgereden met materieel dat overgenomen werd van de voorgaande vervoerders. Bij de bussen waren dit vooral oude hogevloerbussen. Pas in 1999 begon Arriva voor het eerst geleidelijk aan nieuw materieel te bestellen. In de loop der tijd werd bij aanvang van iedere nieuwe concessie vrijwel al het materieel vernieuwd, waardoor het materieel van voor 1999 allemaal inmiddels afgevoerd, verkocht of geëxporteerd is.

## Vervoerbewijzen en tarieven
De OV-chipkaart is te gebruiken in alle bussen en treinen van Arriva, mits de kaart is voorzien van voldoende saldo en/of een geschikt reisproduct. Het sterabonnement is op 1 januari 2013 afgeschaft en daarvoor in de plaats zijn verschillende regionale abonnementen gekomen, die als reisproduct op een OV-chipkaart kunnen worden geladen. Ook zijn er in bepaalde regio's nog papieren ritkaarten verkrijgbaar in de bus. Voor de bus zie ook Arriva Dal Vrij.

### Trein
Het instaptarief (borg) bedraagt € 10,00. Er kan ook gereisd worden met de eenmalige chipkaart. De Arriva Store stopte per 1 juli 2014 met de verkoop van papieren binnenlandse treinkaarten.
De NS-abonnementen Weekend Vrij, Dal Vrij, Dal Voordeel, Altijd Voordeel, Altijd Vrij, Kids Vrij en het oude Voordeelurenabonnement zijn ook geldig in de Arriva treinen.
Bij de Arriva trein in- en uitchecken op hetzelfde station (als het inchecken een vergissing was, of als men verandert van gedachten) is kosteloos.
Het fietsvervoer op de Noordelijke Nevenlijnen kost €3,50 per fiets per dag met een Arrive "Fiets Mee Dag" kaartje. Daarnaast is in de Arriva kaartautomaat de landelijke dagkaart fiets van €6,10 per fiets per dag.

#### Arriva Kortingkaart
Sinds 1 augustus 2006 is er een kortingkaart voor reizen op de Noordelijke Nevenlijnen (sinds 2012 als product op de OV-chipkaart). Het kan op dezelfde OV-chipkaart geladen worden als bijvoorbeeld het NS-Voordeelurenabonnement, niet in combinatie met kinderkorting. Op de MerwedeLingelijn bleef de zichtkaart tot en met 31 december 2012 in gebruik. De kortingkaart kost €20.- per jaar en geeft in de voordeeluren (dezelfde uren als het Voordeelurenabonnement) 40% korting op het reissaldo van de OV-chipkaart of in het geval van de zichtkaart 40% korting op het gedrukte kaartje. Samenreiskorting is niet mogelijk. Reizigers met een Arriva kortingskaart hebben een opstaptarief van € 6,00.

### Groningen – Leer
Op de grensoverschrijdende treinverbinding Groningen – Leer is de OV-chipkaart te gebruiken. Er staan in- en uitcheckpalen en een kaartautomaat op de Duitse stations in Weener en Leer (Ostfriesland) van de Noordelijke Nevenlijnen. NS-abonnementen zijn daar ook geldig. Internationale vervoerbewijzen zijn ook geldig op dit traject, maar kunnen alleen gekocht worden bij NS (kaartautomaat, loket, website) of de Duitse spoorwegen, niet bij Arriva. Verder kan een enkele reis/dagretour bij de Arriva Store gekocht worden of een E-ticket via de website van Arriva. Verder reizen dan station Leer kan met de Deutsche Bahn (geen OV-chipkaart).
In de maand december 2013 en tussen 14 april t/m 11 mei 2014 was en is sinds 12 juni 2015 de zelfprintdagkaart Niedersachsenticket plus Groningen ook geldig vanaf Hoofdstation Groningen en alle treinstations aan het Wiederline-traject tot en met Leer.

### Touch&Travel

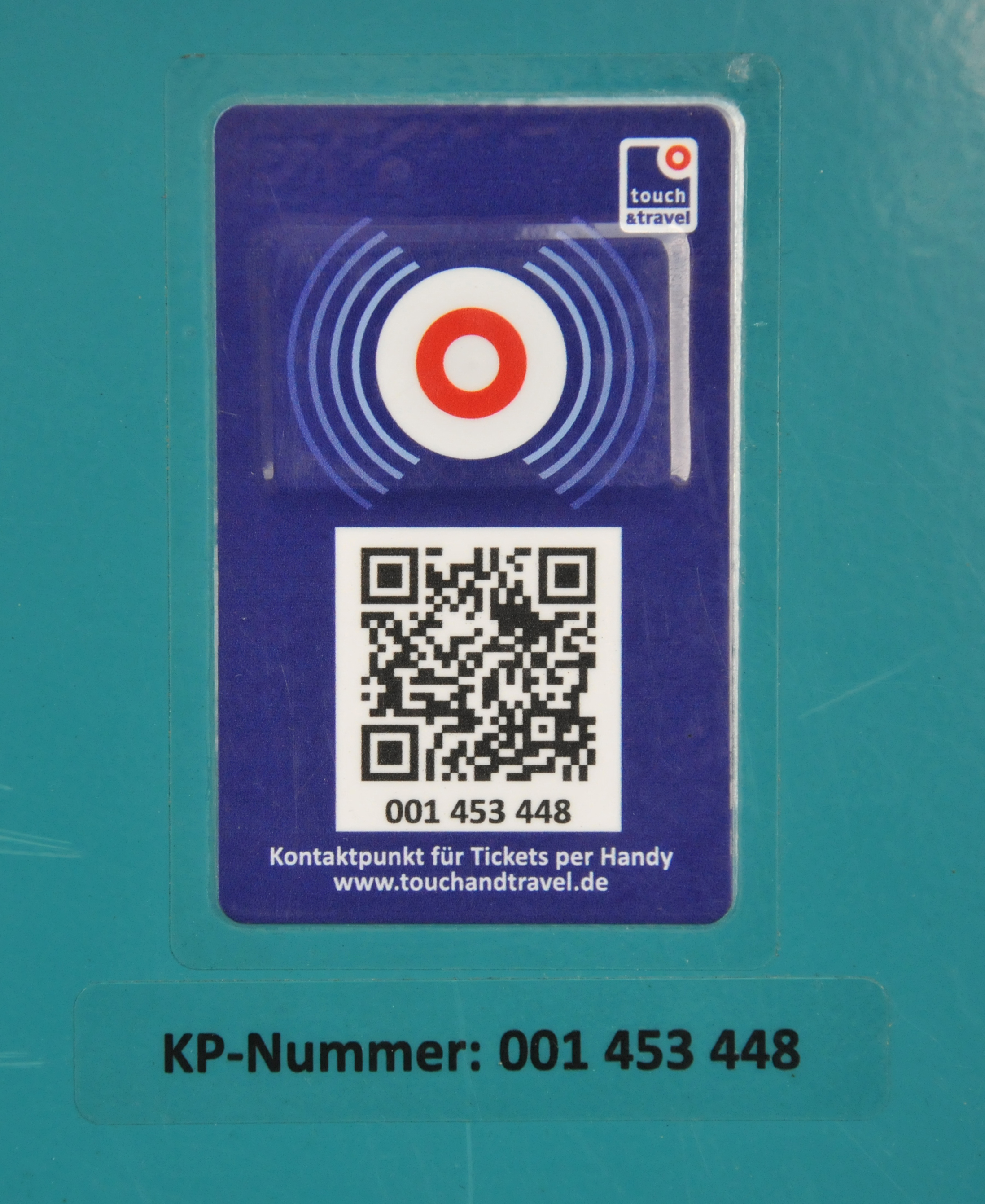
Touchpoint met locatie code voor mobiele telefoon.

Arriva kondigde op 7 november 2013 het nieuwe systeem Touch&Travel aan. Het is potentieel een systeem van enkelvoudig in- en uitchecken bij een reis met verschillende vervoerders en verschillende vervoermiddelen, zoals trein, metro, tram en bus, en dan niet met een OV-chipkaart, maar met een smartphone met Native app, en betaling achteraf via automatische incasso, en een transactieoverzicht op internet. De smartphone is niet voorzien van een RFID-chip, waarbij men in- en uitcheckt bij simpele palen, maar dat is niet nodig, want men moet een code intoetsen die het station of de halte identificeert of door middel van Google Maps de betreffende halte op het station of de halte aangeven. Communicatie met de centrale gebeurt niet via de paal maar via de smartphone. In 2010 introduceerde Deutsche Bahn het systeem voor langeafstandstrajecten in Duitsland. Vergelijk de plannen voor enkelvoudig in- en uitchecken op het spoor.
De test wordt gedaan met een beperkte groep testpersonen die door middel van het Touch&Travel-systeem kunnen reizen met de Noordelijke Nevenlijnen en enkele buslijnen van Arriva in de provincie Friesland.
Een groep geselecteerde reizigers kon bij Arriva Personenvervoer Nederland tussen november 2013 en januari 2014 gebruikmaken van smartphones als geldig vervoerbewijs.

## Projecten

### Groningen – Leer / Veendam
In de provincie Groningen werkt Arriva samen met de provincie, ProRail en de gemeente Veendam om de spoorlijn Zuidbroek–Veendam weer voor personenvervoer open te stellen. Na een intentieverklaring op 30 augustus 2007 is op 14 maart 2008 overeenstemming bereikt tussen de betrokken partijen over de her-ingebruikname van de spoorlijn vanaf de zomer van 2010. Dit werd echter niet gehaald. Op 1 mei 2011 is weer een personentrein tussen Groningen en Veendam gaan rijden. Door het ontbreken van een NS-kaartautomaat bij station Veendam konden daar aanvankelijk geen plaatsbewijzen worden gekocht. Er rijden sindsdien twee treinen per uur tussen Groningen en Veendam.
Naast de halfuursdienst Groningen – Veendam blijft ook de halfuursdienst Groningen – Winschoten en een uurdienst naar Bad Nieuweschans en Leer bestaan. Dit betekent tussen Groningen en Zuidbroek een kwartierdienst. In de toekomst wil men onderscheid maken door inzet van twee stoptreinen en twee sneltreinen. De sneltreinen zullen in Hoogezand-Sappemeer alleen stoppen op het nieuwe station Hoogezand Centrum, nabij het 'stadshart' ter hoogte van de Kerkstraat. De huidige stations Hoogezand-Sappemeer en Sappemeer Oost zullen vervangen worden door het nieuwe station Sappemeer ter hoogte van de Klinker.
Er zijn plannen om in een later stadium de treindienst door te trekken naar Stadskanaal. Omdat het bestaande spoor via Wildervank en Bareveld in gebruik is als museumlijn, in eigendom van de STAR en niet van ProRail, worden hiervoor ook alternatieve tracés onderzocht, zoals via Nieuwe Pekela. De trein van Groningen naar Stadskanaal kan vanaf 2017 rijden. Dat zei directeur Anne Hettinga van vervoerder Arriva in 2013. Mogelijk komt pas na 2020 meer duidelijkheid, wanneer de nieuwe concessie ingaat.

### Stoomtrein
In opdracht van gemeente Súdwest-Fryslân en de provincie Friesland maakte ZKA Consultants & Planners in 2012 een studie naar de mogelijkheden een toeristische stoomtrein tussen Sneek en Stavoren te laten rijden. Arriva bekeek of dit binnen de dienstregeling past.

## Naam en huisstijl
De huisstijl op de bussen van Arriva bestond tot en met 2018, mits de concessiehouder geen regionale huisstijl voorschrijft, uit een groene aquamarijne-basis met een beige gekleurde halve cirkel op het voorste deel van de bus, geschetst door een witte streep. Een dunne gele streep liep rondom het onderste deel van de bus.
Vanaf 2018 werd een nieuwe huisstijl gevoerd. De bussen die deze stijl dragen zijn geheel aquamarijn, met een licht gebogen aquamarijn/witte band boven het voorwiel. Deze kleurstelling wordt ook in andere landen door Arriva gebruikt. Deze kleurstelling wordt anno 2025 alleen nog gebruikt op de bussen in de concessie Achterhoek-Rivierenland.
De treinen van Arriva in Nederland hebben een rood/witte kleurstelling, behalve op de Vechtdallijnen en in Twente, daar hebben ze een blauwe/witte regionale Blauwnet-huisstijl. De bussen en de treinen van Arriva in Limburg met een donkerblauwe huisstijl met de Limburgse leeuw in het voorste deel van de zijkant van de bussen en de treinen. Sinds december 2022 hebben de treinen in Groningen en Friesland een huisstijl die de blauwe kleuren van de nieuwe stijl op de bussen gebruikt.
Sinds eind 2017 wordt de naam Arriva in het logo in kleine letters geschreven. De huidige slogan is Goede Reis.

## Directeuren
- mei 1998 - juni 2000: Kees Arends (Voormalige directeur Vancom)
- juni 2000 - maart 2001: Peter van Wageningen (oud-buschauffeur)
- maart 2001 - september 2006: Rob van den Hoek
- september 2006 - heden: Anne Hettinga